# Joan Soler (bisbe)
Joan Soler   (Caldes de Montbui, 1405 - Barcelona, 10 de novembre de 1463) va ser un religiós català, bisbe de Barcelona entre 1458 i 1463. Originalment canonge a la seu de Lleida, va ser també nunci apostòlic a Nàpols davant d'Alfons el Magnànim, de qui va ser marmessor. Persona molt docta, va ser considerat un expert en teologia.
Era natural de Caldes de Montbui, fill de Jaume i de Constança. Segons Diago, en la seva infantesa va patir una malaltia que va ser curada miraculosament pel predicador valencià Vicent Ferrer, en un dels seus viatges per Catalunya, que també va predir que Soler seria clergue. Aquesta història, que Soler va escoltar de la seva mare, la va explicar després mentre estava en marxa el procés de canonització de Ferrer. Amb els anys, Soler va cursar estudis i va arribar a ser un gran expert en teologia. Va ser considerat expert en la Bíblia per Enea Silvio Piccolomini, el futur Pius II, amb qui va escriure's i mantenir amistat.
Iniciat en la carrera eclesiàstica va ser vicari i rector de Tamarit i nomenat penitenciari de Nicolau V. També va ser canonge del capítol catedralici de Lleida. Entre març i desembre de 1456 va arribar a la cort de Nàpols, encara sent sols un canonge, procedent de París, per portar unes cartes al rei Alfons el Magnànim de part dels estudiants becats a la Sorbona, fet que va alegrar el monarca. Soler va romandre a la cort napolitana fins a 1458, va exercir com a nunci del papa Calixt III davant del rei, que ja malalt en els seus darrers anys de vida, va confiar-li ésser un dels marmessors del seu testament, juntament amb el bisbe de Mallorca, l'arquebisbe de Nàpols i el seu almoiner i confessor. També va exercir com a comissari per al finançament de la croada contra l'Imperi Otomà en nom del papa.
A la mort del bisbe Jaume Girard de Barcelona, el rei Alfons va proposar i va aconseguir de Calixt III l'elecció de Soler, el 12 de gener de 1458, com a nou bisbe de la ciutat. Segons Jaime Villanueva, malgrat l'elecció la promoció a la càtedra episcopal va ser difícil, sembla que perquè es pretenia una dignitat més alta que la mitra barcelonina, de fet sembla que va ser elegit l'agost de 1458 arquebisbe de Monreale, a Sicília, tanmateix, el rei va aconseguir imposar el seu criteri adduint les disposicions del concili de Constança. Finalment, el nou papa, Pius II, va confirmar l'elecció de Soler al bisbat de Barcelona. Aquest va prendre possessió del càrrec per procurador el 7 de novembre de 1458, actuant en nom seu l'abat del monestir de Montserrat.
Soler va ocupar la diòcesi fins a la seva mort, el 10 de novembre de 1463. Va ser enterrat a la catedral de Barcelona. Després d'ell la seu va estar vacant durant uns deu anys a causa de les discrepàncies entre el capítol catedralici i el papa, que es resistien a reconèixer les eleccions que feien un i altre, a més de veure's afectades les relacions en el context de la guerra civil catalana, perquè mentre el capítol prenia partit per Carles de Viana, el papa donava suport a Joan II. No serà fins a 1472 quan prengui possessió el bisbe Roderic de Borja.